# Full Circle (álbum de Creed)
Full Circle é o quarto álbum de estúdio da banda americana de Post grunge chamada Creed, e foi lançado em 27 de outubro de 2009. Este é o primeiro álbum do Creed desde 2004, com o lançamento de Greatest Hits, sendo o primeiro álbum de estúdio desde o lançamento de 2001, Weathered, e o primeiro a conter o baixista original Brian Marshall em quase uma década. O álbum foi produzido por Howard Benson. A sua gravação terminou em 21 de julho de 2009, como foi anunciado por Scott Stapp. Quatro dias depois, a capa do disco foi revelada no site oficial do grupo.

## Recepção
Full Circle recebeu críticas variadas. Em 31 de outubro de 2009, usuários do website Ultimate Guitar deram ao álbum nota 8 numa escala até 10.
Full Circle estreou na segunda posição na Billboard 200, vendendo 110 mil cópias na primeira semana de vendas nos EUA, ficando atrás do álbum póstumo de Michael Jackson, This Is It.

## Faixas
Todas as faixas escritas e compostas por Creed. 
| CD  |                                          |         |  |
| N.º | Título                                   | Duração |  |
| 1.  | "Overcome"                               | 3:47    |  |
| 2.  | "Bread of Shame"                         | 3:56    |  |
| 3.  | "A Thousand Faces"                       | 4:54    |  |
| 4.  | "Suddenly"                               | 4:31    |  |
| 5.  | "Rain"                                   | 3:27    |  |
| 6.  | "Away in Silence"                        | 4:40    |  |
| 7.  | "Fear"                                   | 4:05    |  |
| 8.  | "On My Sleeve"                           | 4:14    |  |
| 9.  | "Full Circle"                            | 4:08    |  |
| 10. | "Time"                                   | 5:55    |  |
| 11. | "Good Fight"                             | 3:55    |  |
| 12. | "The Song You Sing"                      | 4:08    |  |
| 13. | "Silent Teacher" (Faixa bonus do iTunes) | 3:44    |  |

## Tabelas musicais

### Álbum
| Ano  | Paradas        | Posição |
| ---- | -------------- | ------- |
| 2009 | Estados Unidos | 2       |
| 2009 | Canadá         | 8       |

### Singles
| Ano  | Título     | Hot 100 | Main. Rock     | Alt. Rock | Rock Songs | Adult Pop Songs |
| ---- | ---------- | ------- | -------------- | --------- | ---------- | --------------- |
| 2009 | "Overcome" | 73      | 4              | 22        | 8          | 1               |
| 2009 | "Rain"     | 91      | "On My Sleeve" | 120       | -          | -               |

## Créditos

### Pessoal
- Scott Stapp - Vocal
- Mark Tremonti - guitarra, backing vocal
- Scott Phillips - bateria, teclado
- Brian Marshall - baixista